# Harov
Harov est un village de la région de Khodjaly en Azerbaïdjan.

## Population
Elle compte 300 habitants en 2005.